# تاو¹ درنا
تاو¹ درنا یک ستاره است که در صورت فلکی درنا قرار دارد.